# 齐连运
齐连运（1933年3月—2020年9月1日），安徽太和人，中国人民解放军将领、中国人民解放军中将。

## 生平
1949年在华东军区医院药局工作。1951年参加中国人民解放军。1956年毕业于解放军第五炮兵学校。1958年加入中国共产党。历任炮兵团参谋、北京军区炮兵司令部参谋、炮兵师作战训练科科长、师参谋长、师长、副军长。1985年军事学院高级指挥班毕业后，历任第六十三集团军军长、北京军区副司令员、赤峰守备区司令员、沈阳军区副司令员。2020年9月1日在沈阳逝世。

## 军衔
- 少将（1988年）
- 中将（1993年）